# Кінгс Кангва
Кінгс Кангва (англ. Kings Kangwa, нар. 6 квітня 1999, Касама, Замбія) — замбійський футболіст, півзахисник клубу «Хапоель» (Беер-Шева) і збірної Замбії.

## Клубна кар'єра
Футбольну кар'єру кінгс Кангва починав у клубі «Хеппі Хартс», який базується у столиці Замбії.
У 2017 році Кінгс Кангва підписав однорічний контракт з ізраїльським клубом «Хапоель» з Беер-Шева. Але за весь сезон Кангва не зіграв жодного матчу у складі ізраїльського клубу і через рік знову повернувся до Замбії.
У 2019 Кінгс Кангва уклав угоду з російським клубом «Арсенал» з Тули, де на той момент вже грав його старший брат Еванс.
29 травня 2022 року перейшов до сербського клубу «Црвена Звезда».

## Кар'єра в збірній
У червні 2019 року Кінгс Кангва дебютував у складі збірної Замбії у матчі проти Камеруну.
Свій перший гол за збірну Кінгс забив 16 червня того ж року у товариському матчі у ворота команди Марокко.

## Статистика виступів

### Статистика виступів за збірну
Станом на 16 листопада 2021 року
| Дата       | Місто       | Господарі | Результат | Гості       | Турнір                                  | Голи | Примітки |
| ---------- | ----------- | --------- | --------- | ----------- | --------------------------------------- | ---- | -------- |
| 9-6-2019   | Махадаонда  | Камерун   | 2 – 1     | Замбія      | товариський матч                        | -    | 73'      |
| 16-6-2019  | Марракеш    | Марокко   | 2 – 3     | Замбія      | товариський матч                        | 1    | 27' 41'  |
| 19-6-2019  | Абу-Дабі    | Замбія    | 1 – 4     | Кот-д'Івуар | товариський матч                        | -    |          |
| 9-10-2020  | Найробі     | Кенія     | 2 – 1     | Замбія      | товариський матч                        | -    | 74'      |
| 11-10-2020 | Пхокенг     | ПАР       | 1 – 2     | Замбія      | товариський матч                        | -    | 74'      |
| 12-11-2020 | Лусака      | Замбія    | 2 – 1     | Ботсвана    | Відбір до Кубка африканських націй 2021 | -    | 46'      |
| 16-11-2020 | Франсистаун | Ботсвана  | 1 – 0     | Замбія      | Відбір до Кубка африканських націй 2021 | -    | 46'      |
| 5-6-2021   | Тієс        | Сенегал   | 3 – 1     | Замбія      | товариський матч                        | -    | 46'      |
| 8-6-2021   | Котону      | Бенін     | 2 – 2     | Замбія      | товариський матч                        | -    | 85'      |
| 13-11-2021 | Лусака      | Замбія    | 4 – 0     | Мавританія  | Відбір до ЧС 2022                       | -    | 53'      |
| 16-11-2021 | Радес       | Туніс     | 3 – 1     | Замбія      | Відбір до ЧС 2022                       | -    | 46'      |
| Усього     |             | Матчів    | 11        |             | Голів                                   | 1    |          |

## Досягнення
- Чемпіон Сербії (1):

«Црвена Звезда»: 2022-23
- Володар Кубка Сербії (1):

«Црвена Звезда»: 2022-23
- Володар Кубка Ізраїлю (1):

«Хапоель» (Беер-Шева): 2024-25
- Володар Суперкубка Ізраїлю (1):

«Хапоель» (Беер-Шева): 2025